# Arceuthobium divaricatum
Arceuthobium divaricatum é uma espécie de visco anão. É nativa do sudoeste dos Estados Unidos e da Baixa Califórnia, onde vive em florestas como parasita de várias espécies de pinheiros. Trata-se de um pequeno arbusto que é visível como uma rede de caules escamosos, castanhos ou esverdeados, com não mais de 12 centímetros de comprimento, estendendo-se acima da casca da sua árvore hospedeira.